# Tanganoides clarkei
Espèce
Synonymes
- Tangana clarkei Davies, 2003

Tanganoides clarkei est une espèce d'araignées aranéomorphes de la famille des Desidae.

## Distribution
Cette espèce est endémique de Tasmanie en Australie. Elle se rencontre dans la grotte Exit Cave.

## Description
La carapace du mâle holotype mesure 8,7 mm de long sur 6,1 mm de large et l'abdomen 7,9 mm de long sur 5,5 mm de large.

## Étymologie
Cette espèce est nommée en l'honneur d'Arthur Clarke, biospéléologue et karstologiste australien.

## Publication originale
- Davies, 2003 : Tangana, a new spider genus from Australia (Amaurobioidea: Amphinectidae: Tasmarubriinae). Memoirs of the Queensland Museum, vol. 49, p. 251-259 (texte intégral).